# Walter Michaelis (Pfarrer)
Curt Walter Michaelis (* 4. März 1866 in Frankfurt (Oder); † 9. Oktober 1953 in Göttingen) war ein deutscher evangelischer Theologe, Pfarrer, Missionsinspektor, Dozent und Präses des Gnadauer Gemeinschaftsverbandes.

## Leben
Walter Michaelis war der jüngste Sohn des Gerichtsrates Paul Michaelis und seiner Frau Henriette geb. von Tschirschky-Boegendorff.  Sein älterer Bruder Georg Michaelis war für kurze Zeit Reichskanzler und preußischer Ministerpräsident. Er besuchte bis 1884 das Gymnasium in Frankfurt/Oder. Danach studierte er evangelische Theologie in Halle (Saale), Leipzig, Berlin und Greifswald. Nach seinem Studium war er ab 1890 Hilfsprediger in Berlin-Gesundbrunnen. 1892 ging er nach Bielefeld, wo er bis 1901 Pfarrer an der Marienkirche war. Von 1901 bis 1906 war Michaelis Inspektor der Evangelischen Missionsgesellschaft für Deutsch-Ostafrika, anschließend freier Evangelist, ab 1908 wieder Pfarrer an der Marienkirche. Von 1919 bis 1930 war er Dozent an der Hochschule Bethel.
Von 1906 bis 1911 war Michaelis als Nachfolger von Eduard Graf von Pückler, dann von 1919 bis 1953 noch einmal als Nachfolger von Theodor Haarbeck der Vorsitzende (Präses) des Gnadauer Gemeinschaftsverbandes. Er erwirkte 1933 eine Abgrenzung des Gnadauer Gemeinschaftsverbandes von den Deutschen Christen.
Michaelis heiratete am 4. September 1895 Anna Linde, eine Tochter des Ingenieurs und Unternehmers Carl von Linde.

## Ehrungen
Am 25. Dezember 1922 promovierte ihn die Greifswalder theologische Fakultät ehrenhalber.

## Schriften (Auswahl)
- An die Epheser. In: Die Briefe des Apostels Paulus (= Praktische Bibelerklärung. Eine allgemein verständliche Erklärung der Heiligen Schrift des Alten und Neuen Testaments, herausgegeben von Paul Fabianke, Teil 3, Band 7a). Hirsch, Konstanz 1908.
- Landeskirche und Reich Gottes. Agentur des Rauhen Hauses, Hamburg 1913.
- Handreichung für tägliche Kriegsfürbitte. Evangelische Gesellschaft für Deutschland, Elberfeld 1917.
- Der Krieg und die Liebe Gottes. Drei Vorträge. Anstalt Bethel, Bethel bei Bielefeld 1917.
- Was uns Jesus zum Jammer des Krieges sagt. Vier Vorträge. Anstalt Bethel, Bethel bei Bielefeld 1918.
- Die freie evangelische Volkskirche und ihr Bekenntnisstand. Evangelische Gesellschaft für Deutschland, Elberfeld 1919.
- Die notwendige Ausrüstung unserer Jugend für die Kämpfe der Gegenwart. Jugendbund-Buchhandlung, Berlin-Friedrichshagen 1922.
- Mir hast du Arbeit gemacht. Geistliche Reden. G. Koezle, Wernigerode 1925.
- Aus Glauben in Glauben. Zehn geistliche Reden. G. Koezle, Wernigerode 1925.
- Apostolische Gemeindeleitung. Eine kurzgefaßte Auslegung der beiden Briefe des Paulus an Timotheus. Deutscher Verband für Gemeinschaftspflege und Evangelisation, Bethel bei Bielefeld 1926.
- Das Evangelium in der Wortverkündigung, in der Taufe und im Herrnmahl. Gnadauer Verlag, Bethel bei Bielefeld 1931 (2., durchgesehene Aufl.: Evangelische Verlagsanstalt, Berlin 1952).
- Erkenntnisse und Erfahrungen aus fünfzigjährigem Dienst am Evangelium. Brunnen-Verlag, Gießen 1939 (2., durchgesehene und vermehrte Aufl. 1949).
- Christo sei die Tür aufgetan. Vier Vorträge. Spener-Buchhandlung, Marburg 1949.
- Rechtfertigung und Geistesgabe. Evangelische Verlagsanstalt, Berlin 1953.